# Francesco Antonio Bustelli

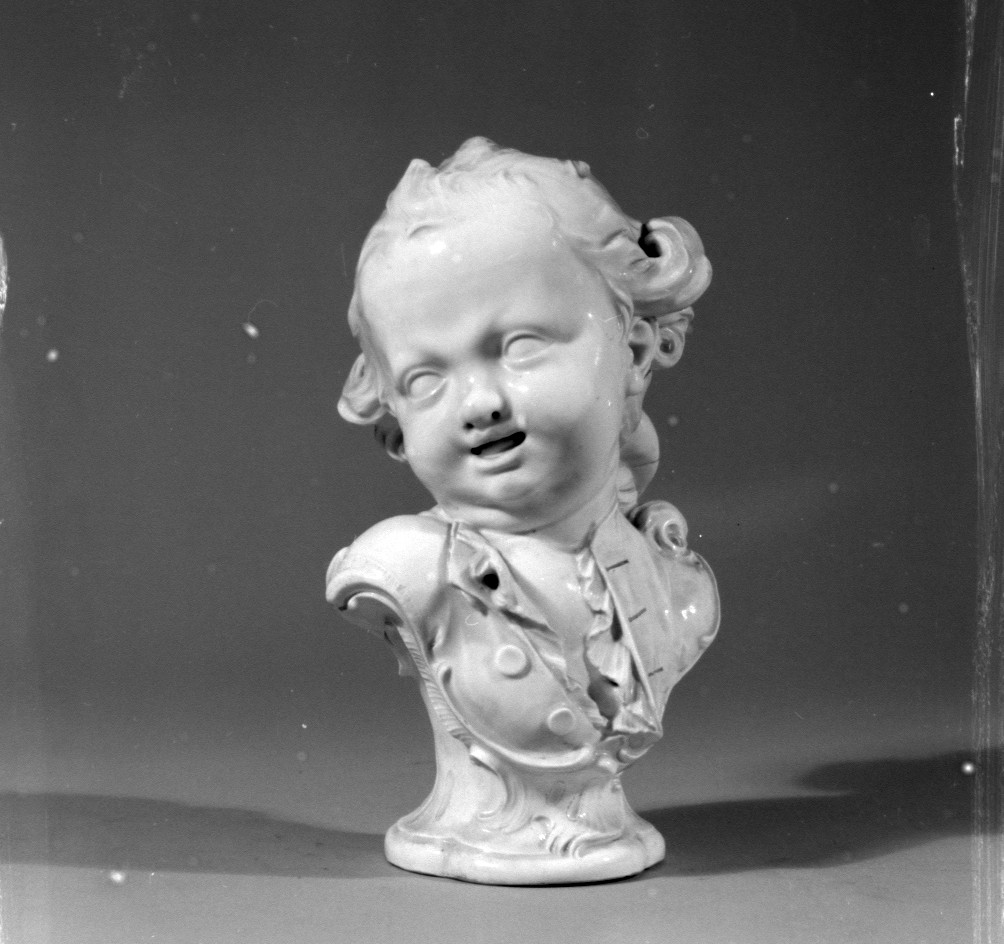
Bambino sorridente, Manifattura delle porcellane di Nymphenburg, Metropolitan Museum of Art, New York

Francesco Antonio Bustelli, chiamato Franz Anton in Germania (Locarno, 11 aprile 1723 – Nymphenburg, 18 aprile 1763), è stato un ceramista svizzero-italiano.

## Biografia
Figlio di Francesco Giuseppe Bustelli di Locarno e di Maria Elisabetta Chiara di Muralto nacque l'11. aprile 1723 a Locarno e fu battezzato il giorno dopo nella chiesa collegiata di Sant'Antonio di Locarno., e anche se possediamo poche informazioni sulla sua vita e sulla sua formazione, è quasi certo il suo addestramento come scultore in materiale ligneo., effettuato in Italia.
Egli si distinse per la creazione in ceramica di figure e scenette vivaci ed eleganti nel pieno rispetto del gusto rococò. Famosissime le figurine che rappresentano i personaggi della commedia dell'arte o le figurine che raffigurano personaggi cinesi.
La sua maestria è stata riconosciuta e confermata anche nei secoli seguenti, come attestato dalla seguente indagine artistica: «Se l'arte europea della porcellana trovò la sua migliore espressione nello stile Rococò, nello stesso modo questo stile è stato innalzato in modo emblematico dal lavoro di Bustelli».
Fu invitato dal Principe elettore Massimiliano III di Baviera a lavorare presso la manifattura di porcellana di corte a Monaco di Baviera presso il castello di Neudeck nel quartiere di Monaco di Au. Dopo che la produzione prese piede, l'intera produzione fu portata al castello di Nymphenburg dove ancora oggi è attiva.
La sua produzione s'inserì nel filone di dimensione europea proposto dalla Porcellana di Meissen già dal 1710, grazie all'impulso dato da Johann Friedrich Böttger.
Il suo stile in un primo tempo venne influenzato dallo scultore Ignaz Franz Günther, ma presto si modificò in forme notevolmente personali, tramite le quali rappresentò soprattutto scene pastorali, oppure protagonisti della commedia dell'arte, ritratti, dame galanti, cavalieri e animali. Tra i ritratti, uno dei più apprezzati fu quello di Sigismondo Haimhausen (1761).
Gli vengono attribuite oltre 150 opere, dalle prime raffiguranti personaggi mitologici e putti ad una serie di figure religiose, incluse una Crocifissione, senza trascurare i modelli ispirati dallo stile cinese e turco
Ancora oggi alcuni suoi modelli continuano ad essere prodotti a Nymphenburg, anche se sono cambiate le tecniche di realizzazione.
La più fornita collezione di pezzi originali da lui firmati si trova attualmente a Monaco, nel Museo nazionale bavarese, dove un intero salone è dedicato al suo lavoro, oppure presso la Collezione Bäuml situata all'interno del Museo delle carrozze del castello di Nymphenburg.
Per omaggiare l'attività dell'artista, un asteroide scoperto nel 1973 è stato denominato 5196 Bustelli (3102 T-2)

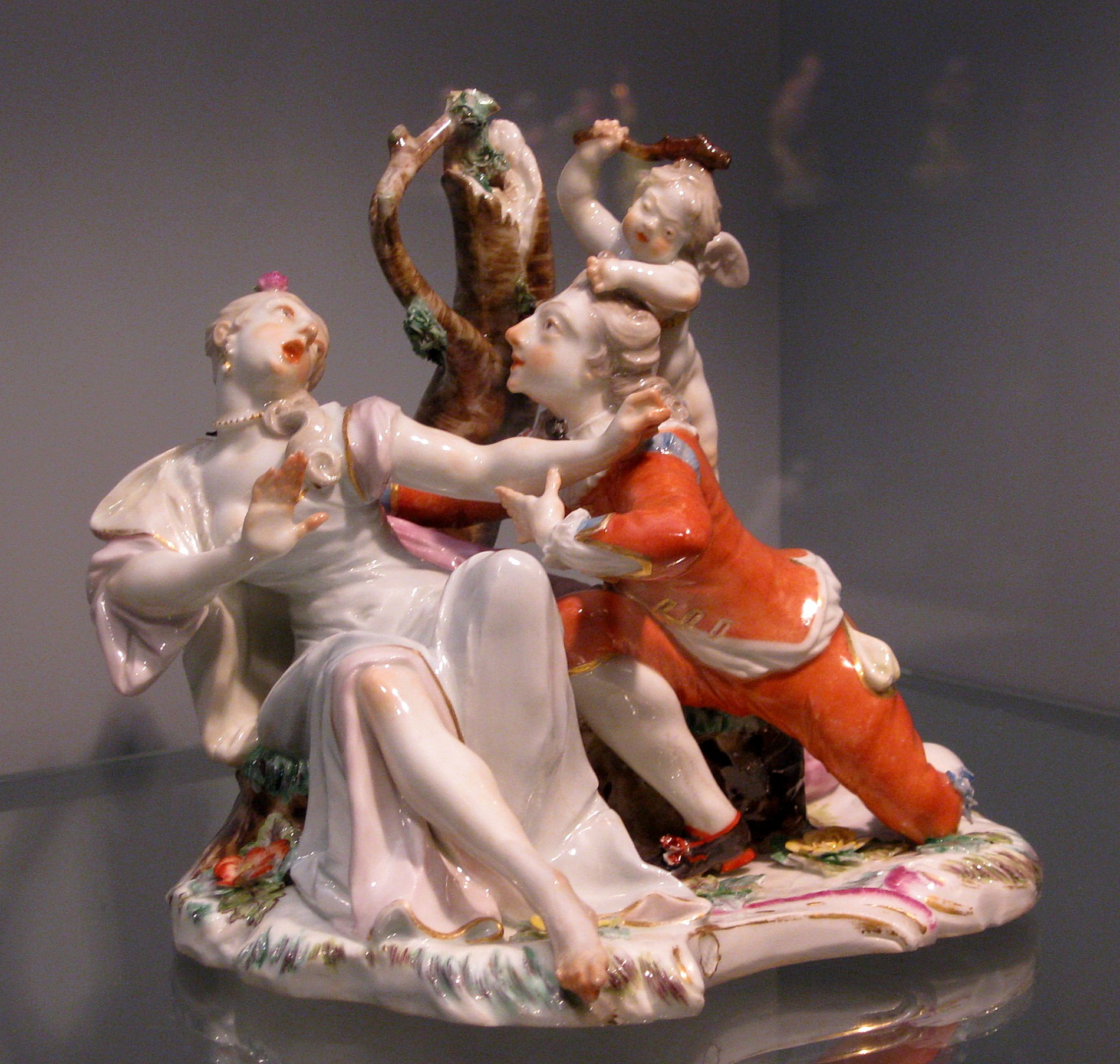
L'amante focoso, 1756, Manifattura delle porcellane di Nymphenburg, Museo nazionale bavarese, Monaco di Baviera
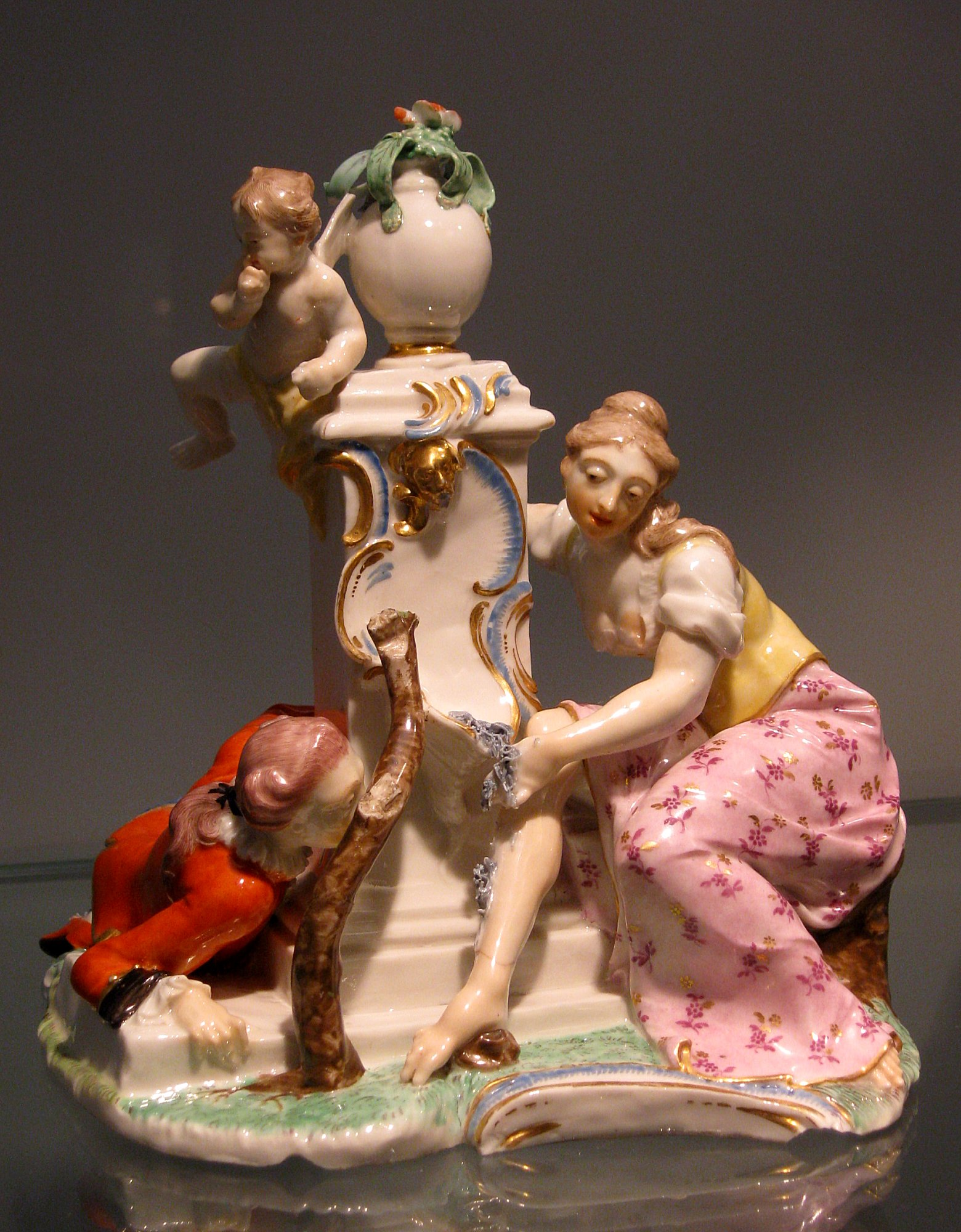
Guardone alla fontana, 1756, Manifattura delle porcellane di Nymphenburg, Museo nazionale bavarese, Monaco di Baviera
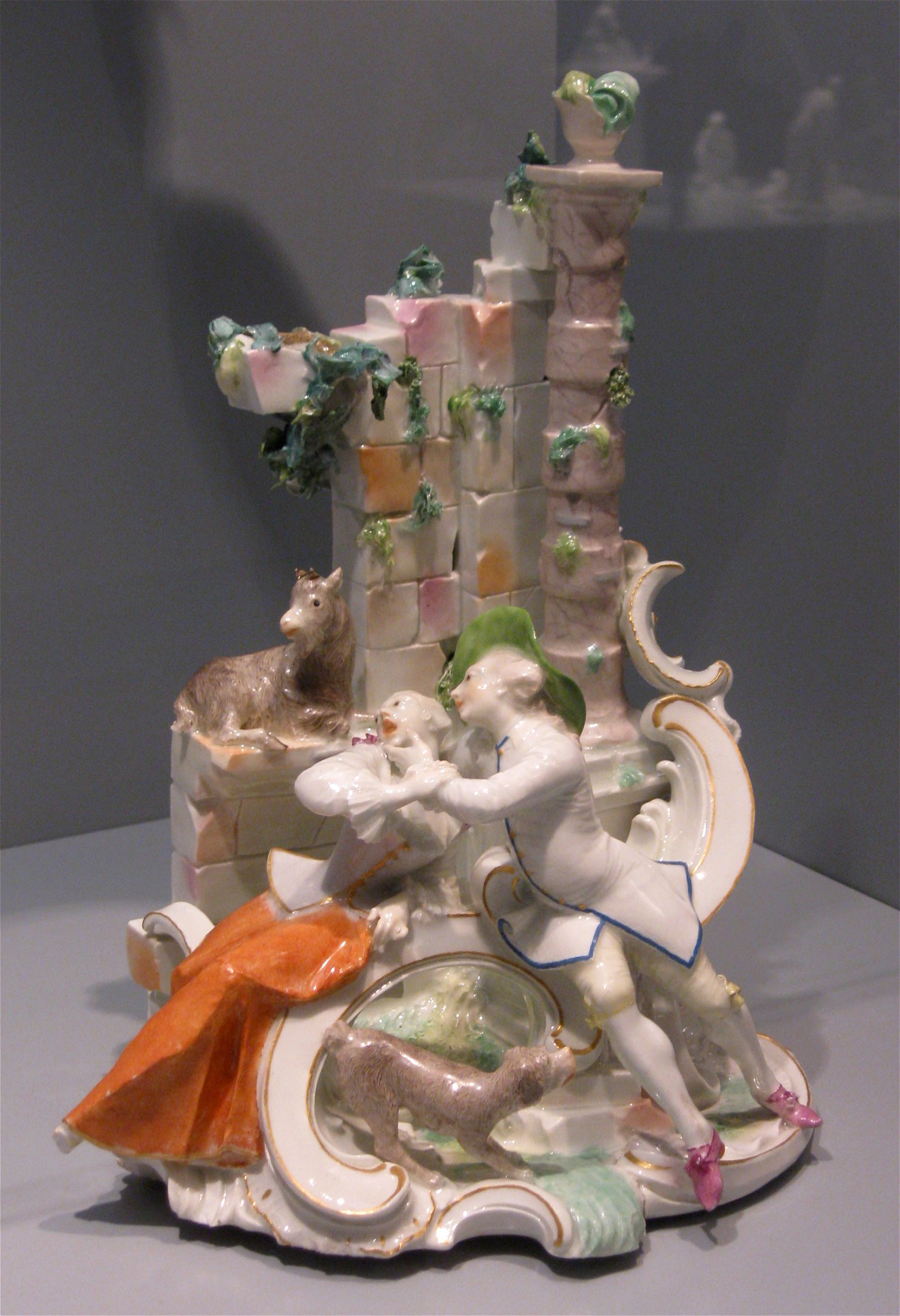
Gli amanti tra le rovine, 1756, Manifattura delle porcellane di Nymphenburg, Museo nazionale bavarese, Monaco di Baviera
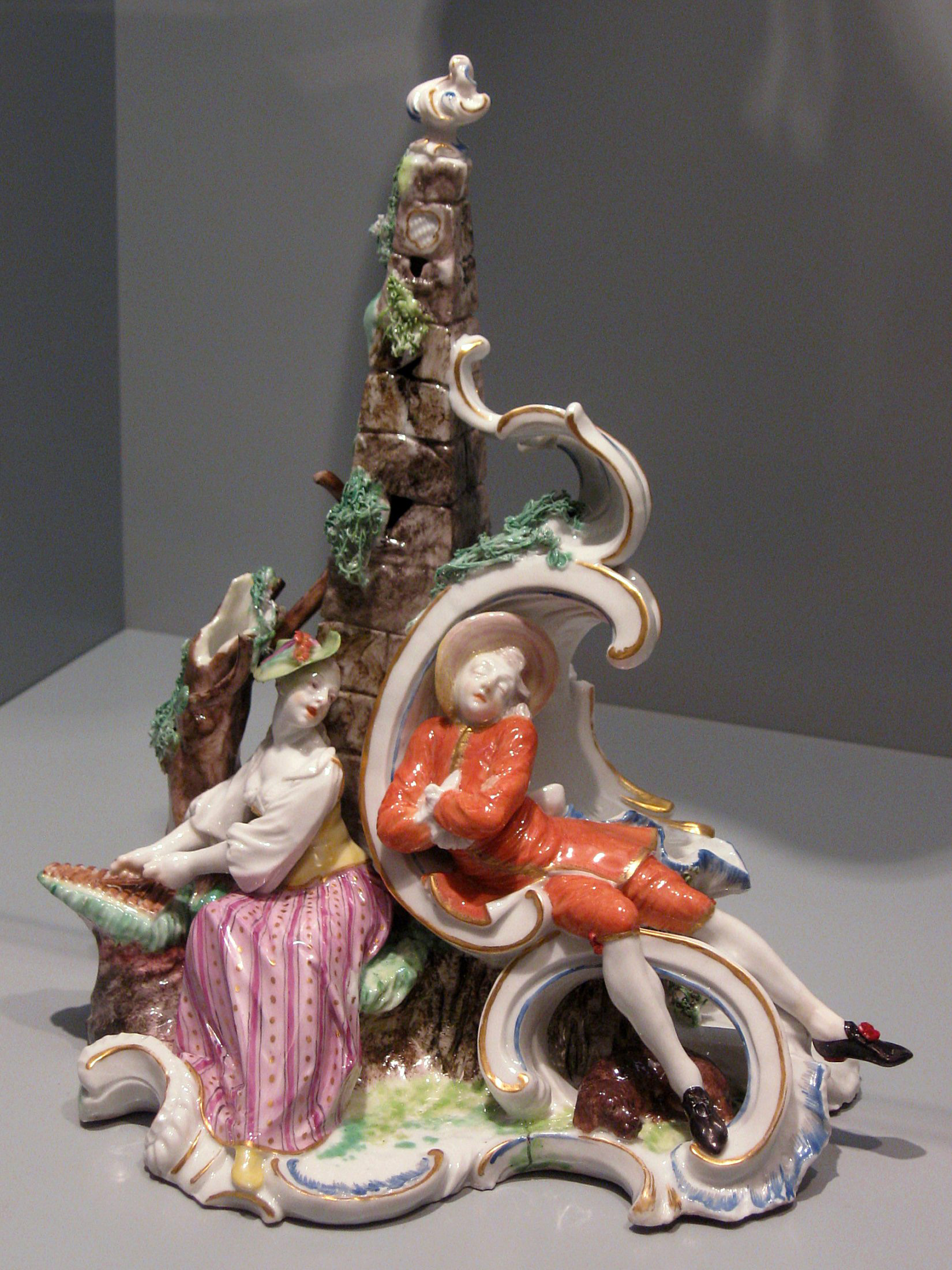
Il sonno disturbato, 1756, Manifattura delle porcellane di Nymphenburg, Museo nazionale bavarese, Monaco di Baviera